# Olivier Vandecasteele
Olivier Vandecasteele   (Tournai, 19 de gener de 1981) és un treballador humanitari belga que va ser detingut i empresonat a l'Iran el 2022, però alliberat l'any següent.
Des del 2006, ha treballat per a organitzacions humanitàries internacionals, d'entre les quals Metges del Món, el Consell Noruec per als Refugiats (NRC) i Relief International. Ha estat actiu en la seva tasca a diversos països, com ara l'Índia, l'Afganistan i Mali. El 2015, va esdevenir el director de les operacions a l'Iran del NRC i cinc anys més tard va assumir el mateix rol a Relief International. Ostentant aquest càrrec, va proporcionar ajuda humanitària durant el transcurs de la pandèmia de la COVID-19. El juliol del 2021, va desvincular-se de Relief International.

## Detenció
Va ser detingut a l'Iran el 24 de febrer del 2022. El 5 de juliol d'aquell any, el ministre de Justícia de Bèlgica, Vincent Van Quickenborne, va afirmar que havia estat arrestat per acusacions d'espionatge infundades.
El desembre del 2022, el govern belga va informar que l'Estat iranià havia condemnat Vandecasteele a 28 anys de presó. Per contra, el gener del 2023, la BBC va declarar que la pena era de 40 anys de presó i 74 fuetades per espionatge, blanqueig de diners i contraban de monedes. Ell va negar tots els càrrecs pels quals va ser imputat.
El 16 de desembre del 2022, arran del seu empresonament, Amnistia Internacional va engegar una petició per a alliberar-lo. Les coneixences de Vandecasteele es van mobilitzar a Valònia amb la intenció de recollir signatures del document. Finalment, la petició va ser enviada al president del Poder Judicial de l'Iran, Gholam-Hossein Mohseni-Eje'i. A banda, el 12 de gener del 2023, es va exhibir un encerat en honor seu al beffroi de la seva vila natal, Tournai.
El 26 de maig del 2023, després de 455 dies de reclusió, es va fer públic que Vandecasteele havia estat alliberat gràcies a un intercanvi de presoners entre els dos estats, aprovat per la Cort Constitucional de Bèlgica. Va ser bescanviat per Asadollah Asadi, un diplomàtic iranià condemnat per planificar un atac amb bomba contra una manifestació del Consell Nacional de Resistència de l'Iran a París.